# Curtia ayangannae
Curtia ayangannae är en gentianaväxtart som beskrevs av L.Cobb och Jans.-jac.. Curtia ayangannae ingår i släktet Curtia och familjen gentianaväxter. Inga underarter finns listade i Catalogue of Life.